# Mecanisme de Kelvin-Helmholtz
El mecanisme de Kelvin–Helmholtz és un procés astronòmic que es produeix quan la superfície d'una estrella o un planeta es refreda. El refredament fa que la pressió baixi, i l'estrella o planeta es contreu com a resultat. Aquesta compressió, al seu torn, escalfa el nucli de l'estrella / planeta. Aquest mecanisme és evident amb Júpiter i Saturn i en nanes marrons les temperatures del seu nucli no són prou altes com per sotmetre a la fusió nuclear. S'estima que Júpiter irradia més energia a través d'aquest mecanisme de la que rep del Sol, però Saturn no pot.
El mecanisme va ser proposat originalment per Kelvin i Helmholtz al segle xix per explicar la font d'energia del Sol. A mitjans del segle xix, la conservació de l'energia havia estat acceptada, i una de les conseqüències d'aquesta llei de la física és que el Sol ha de tenir alguna font d'energia per seguir brillant. A causa de les reaccions nuclears eren desconegudes, el principal candidat per a la font de l'energia solar era la contracció gravitacional.
Tanmateix, aviat va ser reconegut per Sir Arthur Eddington i altres que la quantitat total d'energia disponible a través d'aquest mecanisme només permitria que el Sol brillés per a milions d'anys en lloc dels milers de milions d'anys que l'evidència geològica i biològica suggereixen per l'edat de la Terra. (El mateix Kelvin havia argumentat que la Terra era de milions, no milers de milions d'anys d'antiguitat). La veritable font d'energia del Sol es va mantenir incerta fins a la dècada de 1930 quan Hans Bethe va demostrar que és la fusió nuclear.

## Energia generada per una contracció Kelvin-Helmholtz[2]
Es va teoritzar que l'energia potencial gravitatòria de la contracció del Sol podria ser la seva font d'energia. Per calcular la quantitat total d'energia que s'alliberaria pel Sol en aquest mecanisme (suposant una densitat uniforme), s'aproxima a una esfera perfecta formada per capes concèntriques. L'energia potencial gravitatòria aleshores podria ser trobada com la integral sobre totes les petxines del centre al seu radi exterior.
L'energia potencial gravitatòria de la mecànica newtoniana es defineix com a:
{\displaystyle U=-{\frac {Gm_{1}m_{2}}{r}},}
on G és la constant gravitacional, i les dues masses en aquest cas són la de les petxines fines d'ample dr, i la massa continguda dins un radi r com un que s'integra entre zero i el radi del total de l'esfera. Això dona:
{\displaystyle U=-G\int _{0}^{R}{\frac {m(r)4\pi r^{2}\rho }{r}}\,dr,}
on R és el radi exterior de l'esfera, i m (r) és la massa continguda dins del radi r. Això dona: m(r) és la massa continguda en el radi r. Canviant m(r) en un producte de volum i densitat per satisfer la integral,
{\displaystyle U=-G\int _{0}^{R}{\frac {4\pi r^{3}\rho 4\pi r^{2}\rho }{3r}}\,dr=-{\frac {16}{15}}G\pi ^{2}\rho ^{2}R^{5}.}
Refosa en termes de la massa de l'esfera dona l'energia potencial gravitatòria total,
{\displaystyle U=-{\frac {3M^{2}G}{5R}}.}
Llavors, aplicant el teorema de virial, la meitat d'aquesta energia s'irradia durant el col·lapse, donant a l'energia radiada total:
{\displaystyle U_{\text{r}}=-{\frac {3M^{2}G}{10R}}.}
Si bé la densitat uniforme no és correcta, es pot obtenir un ordre aproximat de magnitud estimada de l'edat esperada de la nostra estrella on s'insereix valors coneguts per la massa i el radi del Sol, i després es divideix per la lluminositat coneguda del Sol (tingueu en compte que això implicarà una altra aproximació, ja que la potència de sortida del Sol no ha estat sempre constant):
{\displaystyle {\frac {U_{\text{r}}}{L_{\odot }}}\approx {\frac {1.1\times 10^{41}~{\text{J}}}{3.9\times 10^{26}~{\text{W}}}}\approx 8\,900\,000~{\text{anys}},}
on {\displaystyle L_{\odot }} és la lluminositat del Sol. Encara que l'energia és suficient per a ser superior a la que generen altres mètodes físics, com l'energia química, era evident que aquest valor no és suficient causa de l'evidència geològica i biològica que l'edat de la Terra era de milers de milions d'anys. Finalment es va descobrir que l'energia termonuclear era la responsable de la producció d'energia i la llarga vida útil de les estrelles.